# Tibellus duttoni
Tibellus duttoni là một loài nhện trong họ Philodromidae.
Loài này thuộc chi Tibellus. Tibellus duttoni được Nicholas Marcellus Hentz miêu tả năm 1847.